# Rîșcani (Kiszyniów)

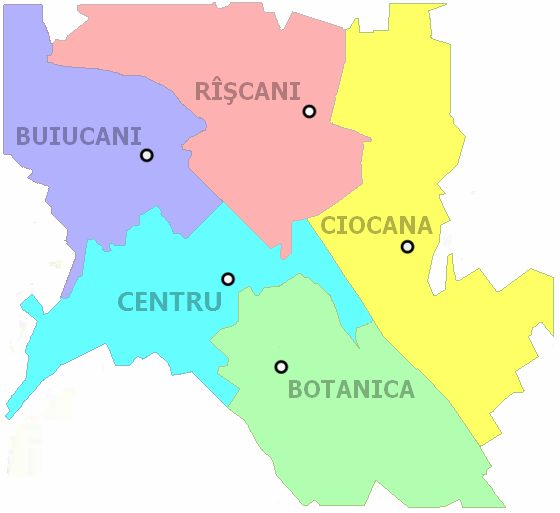
Sektor Rîșcani zaznaczony kolorem czerwonym

Rîșcani – jeden z pięciu sektorów w stolicy Mołdawii, Kiszyniowie. W 2004 roku liczył ok. 133 tys. mieszkańców. Znajduje się tu m.in. zabytkowa kaplica pamięci ochotników bułgarskich.